# Ilchester (Maryland)
Ilchester è un'area non incorporata e census-designated place nella Contea di Howard dello stato del Maryland, negli Stati Uniti d'America. Deriva il suo nome dalla cittadina inglese di Ilchester, nel Somerset.